# Rosa Carmina
Rosa Carmina (Havana, 19 de novembro de 1929) é uma atriz e dançarina cubana que se mudou para o México quando adulta para realizar trabalhos no cinema.

## Filmografia

### Cinema
- 1946 - Una mujer de Oriente
- 1947 - Tania, la bella salvaje
- 1947 - El reino de los gángsters
- 1947 - Gangsters contra Charros
- 1948 - El charro del arrabal
- 1948 - La bandida
- 1949 - Amor salvaje
- 1949 - Cabaret Shangai
- 1950 - Traicionera
- 1950 - ¡Qué idiotas son los hombres!
- 1950 - En carne viva
- 1950 - El infierno de los pobres (1a parte de la serie "Percal")
- 1950 - Perdición de mujeres (2a parte de la serie "Percal")
- 1950 - Hombres sin alma (3a parte de la serie "Percal")
- 1951 - Noche de perdición
- 1951 - Especialista en señoras
- 1951 - Viajera
- 1951 - Soy mexicano de acá de este lado /Linda mujer
- 1952 - Estrella sin luz
- 1952 - La diosa de Tahití /Los chacales de la Isla Verde
- 1952 - La segunda mujer
- 1952 - Sandra, la mujer de fuego (México, Cuba)
- 1953 - El  sindicato del crimen /La antesala de la muerte (México, Cuba)
- 1953 - El Cristo Negro
- 1954 - Historia de un marido infiel
- 1954 - Bajo la influencia del miedo /Gansterismo en el deporte
- 1955 - Secretaria peligrosa /Agente internacional (México, España)
- 1956 - Quiéreme con música (México, España)
- 1957 - Cabaret trágico
- 1958 - Melodías inolvidables /Canciones inolvidables
- 1958 - El misterio de la cobra /El veneno de la cobra
- 1958 - La última lucha
- 1958 - Mi mujer necesita marido
- 1958 - Mis secretarias privadas /Mis señoritas secretarias
- 1960 - ¿Con quién andan nuestros locos? /La gallina de los huevos negros
- 1961 - ¿Cuánto vale tu hijo?
- 1962 - Rostro infernal /Brankovan, el monstruo maldito
- 1962 - La huella macabra
- 1963 - La sombra blanca
- 1974 - México de noche
- 1974 - Bellas de noche /Las ficheras
- 1976 - Pantaleón y las visitadoras
- 1981 - Rastro de muerte
- 1981 - Ésta y l´otra con un solo boleto
- 1984 - Teatro Follies

### Televisão
- Muchachita (1986) - Rey
- Simplemente María (1989) - Camelia
- Morir para vivir (1989) - Mireya
- María Mercedes (1992) - Rosa